# Высочки (Костромская область, у д. Синцово)
Высочки — деревня в Красносельском районе Костромской области России. Входит в состав Чапаевского сельского поселения.

## География
Деревня находится в юго-западной части Костромской области, в подзоне южной тайги, на правом берегу реки Гальченки, к югу от автодороги 34Н-32, на расстоянии приблизительно 20 километров (по прямой) к северо-востоку от посёлка городского типа Красное-на-Волге, административного центра района. Абсолютная высота — 147 метров над уровнем моря.

### Климат
Климат характеризуется как умеренно континентальный, с продолжительной холодной многоснежной зимой и коротким сравнительно тёплым летом. Среднегодовая температура воздуха — 4,2 °C. Средняя температура воздуха самого холодного месяца (января) — −9 °C (абсолютный минимум — −46 °C); самого тёплого месяца (июля) — 19,5 °C (абсолютный максимум — 37 °С). Продолжительность периода активной вегетации растений (выше 10 °C) составляет примерно 125 дней. Годовое количество атмосферных осадков — 593 мм, из которых большая часть выпадает в тёплый период.

### Часовой пояс
Деревня Высочки, как и вся Костромская область, находится в часовой зоне МСК (московское время). Смещение применяемого времени относительно UTC составляет +3:00.

## Население
| 2008 | 2010 | 2014 |
| ---- | ---- | ---- |
| 1    | ↗14  | ↘1   |

### Национальный состав
Согласно результатам переписи 2002 года, в национальной структуре населения русские составляли 100 % из 9 чел.